# Phu Tho
Phu Tho (på vietnamesiska Phú Thọ) är en stad i Vietnam. Folkmängden uppgick till 68 392 invånare vid folkräkningen 2009, varav 24 204 invånare bodde i själva centralorten. Staden är provinsen Phu Thos näst största stad efter huvudstaden Viet Tri.